# O-14 (Dubai)
L'O-14 est un gratte-ciel de 102 mètres de hauteur construit à Dubaï aux Émirats arabes unis en 2009.
L'immeuble a été conçu par l'agence d'architecture, Reiser + Umemoto RUR
Un espace ouvert entre la coque de l'immeuble et les fenêtres permet à l'air chaud de monter autour de l'immeuble refroidissant l'intérieur. Les espaces intérieurs sont sans colonnes du fait de la structure en exosquelette de l'immeuble qui consiste en une coque de 40 centimètres en béton perforés par des ouvertures rondes de taille variée.